# Bùi Bỉnh Trục
Bùi Bỉnh Trục tức Bùi Trực hay Bùi Trục (1730 – 1815) hiệu Đản Trai, người làng Thịnh Liệt, huyện Thanh Trì (Hà Nội). Ông là tác gia có tiếng, để lại cho đời tác phẩm Đản Trai trích đối và Đản Trai công thi tập.

## Gia thế
Bùi Bỉnh Trục xuất thân trong từ họ Bùi làng Thịnh Liệt với những nhân vật tiêu biểu như Bùi Xương Trạch, Bùi Vịnh, Bùi Bỉnh Uyên, Bùi Huy Bích...

## Sự nghiệp
Ông đỗ Hương cống năm Lê Cảnh hưng thứ 20 (1759) làm tới chức Tự thừa (trợ lý). Vì sau hoàn cảnh đất nước binh hoả, ông cáo quan về nhà dạy học. Khi  Gia Long lên ngôi năm Nhâm Tuất (1800) có vời ông ra làm chức Tri phủ, nhưng ông lấy cớ già bệnh mà từ chối.

## Tác phẩm tiêu biểu

### Tập thơ
- Đản Trai trích đối
- Đản Trai công thi tập

### Thơ
- Bính Thìn Đông Cao độ sơ thu nhàn vọng
- Dục Khánh Phật đài
- Lý Ông Trọng từ
- Tân Hợi tuế đán